# Eriopyga infelix
Eriopyga infelix là một loài bướm đêm trong họ Noctuidae.